# Ochthebius lejolisii
Ochthebius lejolisii är en skalbaggsart som beskrevs av Étienne Mulsant och Claudius Rey 1861. Ochthebius lejolisii ingår i släktet Ochthebius och familjen vattenbrynsbaggar. Inga underarter finns listade i Catalogue of Life.